# 乌皮利亚普拉姆
乌皮利亚普拉姆（Uppiliapuram），是印度泰米尔纳德邦Tiruchirappalli县的一个城镇。总人口6697（2001年）。

## 人口
该地2001年总人口6697人，其中男性3360人，女性3337人；0—6岁人口674人，其中男340人，女334人；识字率64.58%，其中男性为73.75%，女性为55.35%。